# Nematographium strictum
Nematographium strictum är en svampart som först beskrevs av Preuss, och fick sitt nu gällande namn av Goid. 1935. Nematographium strictum ingår i släktet Nematographium, divisionen sporsäcksvampar och riket svampar.   Inga underarter finns listade.